# Lee Hendrie
Lee Andrew Hendrie (Birmingham, Inglaterra, 18 de mayo de 1977) es un futbolista inglés, se desempeña como centrocampista y actualmente juega en el Tamworth FC de la Conference National de Inglaterra. Ha sido una vez internacional con la selección de fútbol de Inglaterra.

## Selección nacional
Ha sido internacional con la Selección de fútbol de Inglaterra, ha jugado 1 partido internacional.

## Clubes
| Club                   | País       | Año         |
| ---------------------- | ---------- | ----------- |
| Aston Villa FC         | Inglaterra | 1995 - 2006 |
| Stoke City FC          | Inglaterra | 2006        |
| Aston Villa FC         | Inglaterra | 2006 - 2007 |
| Stoke City FC          | Inglaterra | 2007        |
| Sheffield United       | Inglaterra | 2007 - 2008 |
| Leicester City FC      | Inglaterra | 2008        |
| Blackpool FC           | Inglaterra | 2008        |
| Sheffield United       | Inglaterra | 2008 - 2009 |
| Derby County FC        | Inglaterra | 2009 - 2010 |
| Brighton & Hove Albion | Inglaterra | 2010        |
| Bradford City AFC      | Inglaterra | 2010        |
| Bandung FC             | Indonesia  | 2011        |
| Daventry Town          | Inglaterra | 2011        |
| Kidderminster Harriers | Inglaterra | 2011-2012   |
| Chasetown FC           | Inglaterra | 2012        |
| Redditch United        | Inglaterra | 2012        |
| Tamworth FC            | Inglaterra | 2012-       |

## Palmarés
Aston Villa FC
- Copa Intertoto: 2001